# Milan Rastislav Štefánik

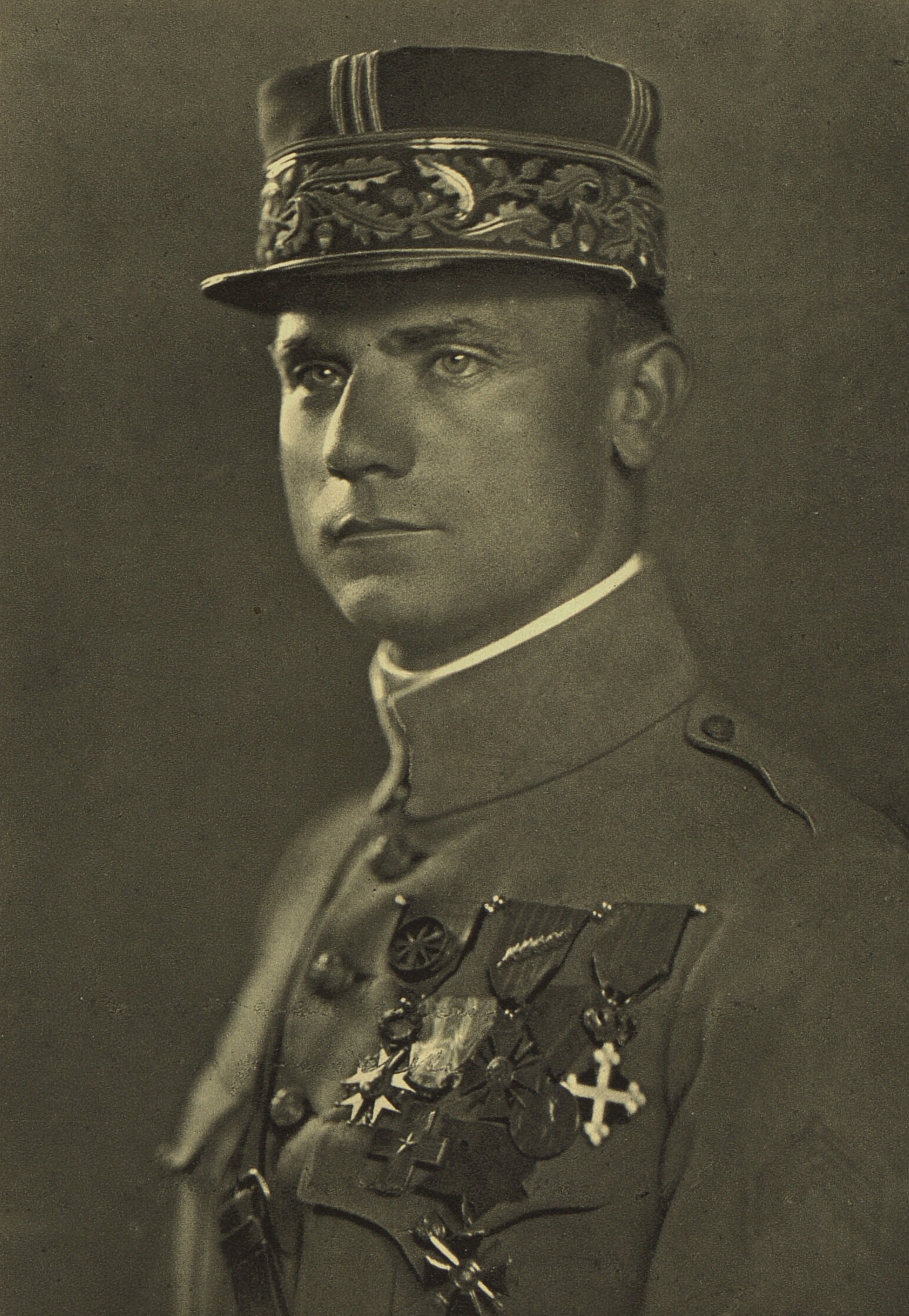
Milan Rastislav Štefánik.

Milan Rastislav Štefánik (Košariská, 21 de julho de 1880 — Ivanka pri Dunaji, 4 de maio de 1919) foi um militar, político, diplomata, astrônomo eslovaco que se exerceu como general do exército da França durante a Primeira Guerra Mundial (1914-1918). Contribuiu para a criação da Primeira República Tchecoslovaca.

## Cientista
Em 1904, ele foi para Paris para encontrar um emprego em astronomia com uma recomendação de um professor tcheco que era conhecido em Paris. Inicialmente, ele não tinha dinheiro nem domínio do francês, mas conseguiu um emprego no famoso Observatório Paris-Meudon depois que seu diretor, Pierre Janssen, um dos cofundadores da astrofísica, viu o talento de Štefánik. Štefánik deve a Janssen e Camille Flammarion sua carreira social, política e científica. O observatório era o centro de astronomia mais importante da época, então ele ganhou enorme prestígio com seu trabalho.
Entre 20 de junho e 4 de julho de 1905, Štefánik escalou o Mont Blanc (ele fez isso várias vezes nos anos seguintes) para observar a Lua e Marte. Em seguida, ele participou de uma expedição oficial francesa para observar e registrar um eclipse total do Sol em Alcossebre, Espanha. Assim, ele estabeleceu sua própria reputação na sociedade científica francesa. Ele trabalhou com Gaston Millochau, membro da Académie Française, o que fez com que alguns de seus membros lessem seu trabalho. Seus estudos e os resultados de suas observações foram publicados em relatórios para a Académie, e ele recebeu vários prêmios por eles. Mais tarde, ele foi convidado para uma conferência internacional de astrônomos em Oxford sobre pesquisa solar. Entre 1906 e 1908, foi co-diretor da empresa de observatórios Mont Blanc.
Em 1907, Štefánik recebeu o Prix Jules Janssen, o maior prêmio da Société astronomique de France, a sociedade astronômica francesa.
No final de 1907, no entanto, Janssen morreu e Štefánik perdeu o emprego. Desde 1908, ele foi encarregado pelas autoridades francesas de observações astronômicas e meteorológicas (principalmente observações de eclipses solares) e tarefas políticas em vários países do mundo, incluindo (Argélia, Marrocos, Turquestão, Rússia, Índia, Estados Unidos, Panamá, Brasil, Equador, Austrália, Nova Zelândia, Taiti, Fiji e Tonga). No Taiti, ele também construiu um observatório e uma rede de estações meteorológicas (há rumores de que grande parte de seu tempo no Oceano Pacífico foi gasto espionando as posições alemãs). Entre as viagens, ele voltava regularmente para casa em Košariská (a última vez em 1913 para o funeral de seu pai). Na América do Sul (especialmente nas Ilhas Galápagos, no Equador), ele teve a oportunidade de mostrar suas habilidades diplomáticas pela primeira vez.
Em 1912, uma missão do Bureau des Longitudes, com sede na França, foi liderada por Milan Rastislav Štefánik, com a assistência de Jaromír Králiček. Štefánik e Králiček chegaram ao Rio de Janeiro a bordo do navio a vapor francês Amazone em 10 de setembro de 1912. Suas caixas de equipamentos foram prontamente desembaraçadas pela alfândega com a autorização do governo brasileiro. Štefánik trouxe com grande consideração um conjunto de equipamentos destinados ao Observatório Nacional, que Morize havia encomendado aos fabricantes em janeiro de 1912 para serem usados pela equipe brasileira na observação do eclipse. Este equipamento incluía um telescópio Mailhat com uma impressionante distância focal de 8 metros e uma abertura de 15 centímetros, juntamente com um coelostat do mesmo fabricante. A equipe francesa tinha como objetivos fotografar a coroa solar e realizar estudos espectroscópicos. Eles se instalaram em um local próximo a Passa Quatro (MG), onde se juntaram à equipe principal da expedição do Observatório Nacional. Na cidade de Passa Quatro, há um busto em homenagem ao astrônomo Milan Rastislav Štefánik. O que chamou a atenção foi que suas caixas de equipamentos foram imediatamente liberadas pela alfândega, graças à autorização do governo brasileiro.
Milan Rastislav Štefánik mostrou grande generosidade ao trazer um conjunto de equipamentos destinados ao Observatório Nacional para ser utilizado pela equipe brasileira na observação do eclipse. Este conjunto incluía um impressionante telescópio Mailhat com uma distância focal de 8 metros e uma abertura de 15 centímetros. A presença de Štefánik e seus equipamentos foram contribuições valiosas para o avanço da ciência e da pesquisa astronômica no Brasil naquela época.

Štefánik trabalhou em astrofísica e física solar e tornou-se conhecido por sua análise espectral da coroa do Sol. Ele esteve envolvido no aperfeiçoamento da espectrografia e foi considerado um antecessor de Bernard Lyot. Ele também tentou construir uma máquina para fotografia colorida e cinematografia, e teve seu projeto patenteado em 1911.

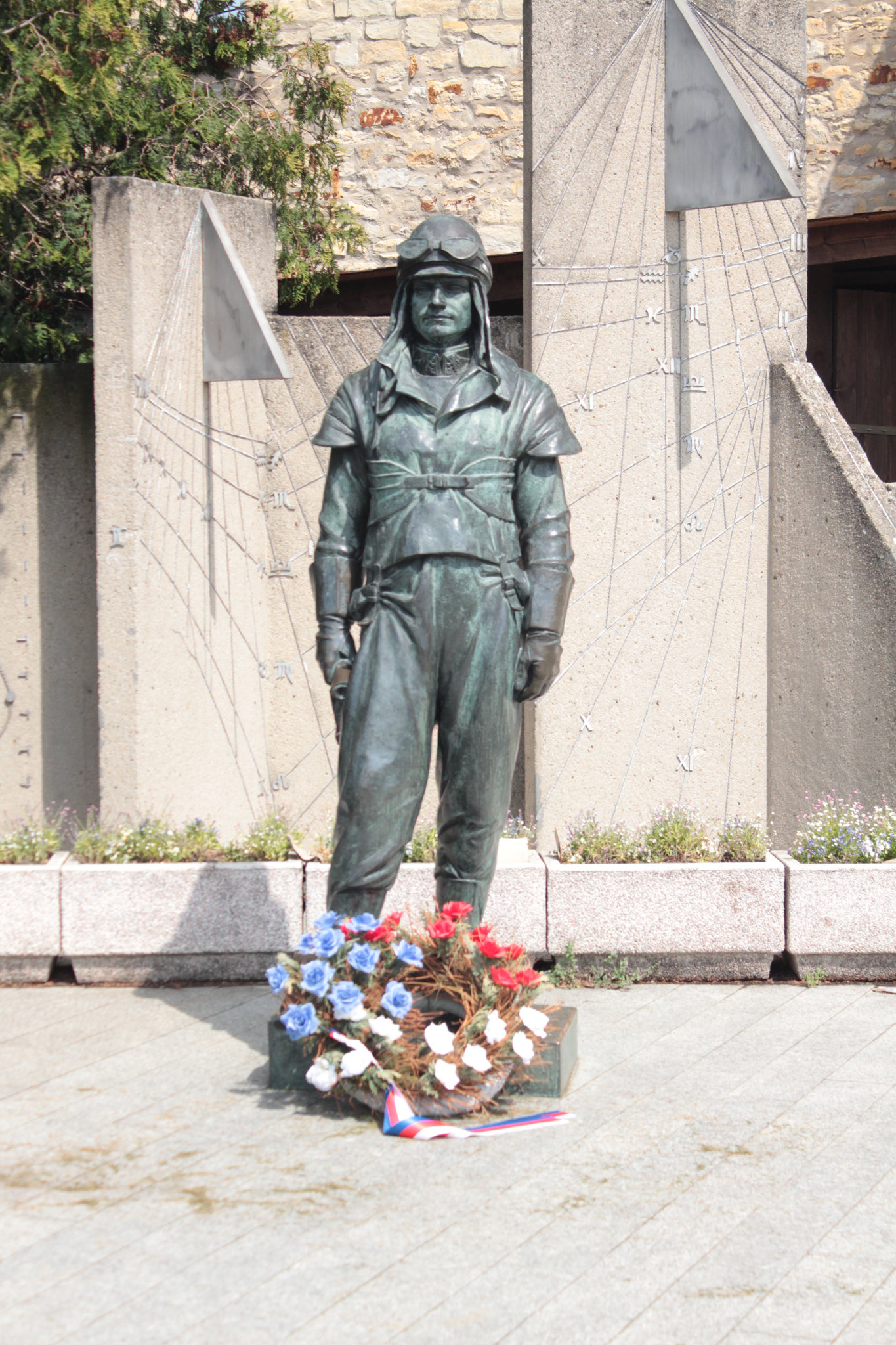
estátua em Praga

## Diplomacia
Além de suas missões científicas no exterior, ele também desempenhou tarefas diplomáticas. Ele estabeleceu contatos e amizades com as principais personalidades científicas, artísticas, políticas, diplomáticas e empresariais. Ele participou do estabelecimento de empresas na França e em outros países. Seus amigos incluíam o físico Henri Poincaré, Aymar de la Baume, Joseph Vallot (o homem mais rico da França), o arquiteto Gustave Eiffel, Roland Bonaparte, o primeiro-ministro Camille Chautemps, um empresário francês chamado Devousoud de Chamonix, o astrônomo e almirante americano Simon Newcomb e o diplomata americano David Jayne Hill. Em 1912, ele recebeu a cidadania francesa, reconhecimento e acesso à elite francesa. Em 20 de outubro de 1917, ele foi nomeado Grande Oficial da Legião de Honra. Ao mesmo tempo, ele teve alguns problemas pessoais e uma doença estomacal grave, que não melhorou mesmo depois de duas cirurgias. Além disso, a Primeira Guerra Mundial começou na Europa.

## Primeira Guerra Mundial
Štefánik acreditava que a derrota da Áustria-Hungria e da Alemanha Imperial ofereceria uma oportunidade para os eslovacos e tchecos ganharem independência da Áustria-Hungria após a guerra. Portanto, ele se juntou ao exército francês e treinou para se tornar um aviador. Ele voou MFS-54s para o 10º Exército no Artois e mais tarde foi transferido para o Esquadrão MFS 99 na Frente Sérvia. Em maio de 1915, ele voou um total de 30 missões sobre o território inimigo. A campanha sérvia não teve sucesso, mas o aviador francês Louis Paulhan é creditado com a primeira "evacuação médica" do mundo ao voar com o gravemente doente Štefánik para a segurança.
Štefánik retornou a Paris no final de 1915, onde conheceu Edvard Beneš e renovou sua associação com seu ex-professor, Masaryk. Em 1916, os três homens fundaram o Conselho Nacional da Tchecoslováquia, que levou ao governo da resistência tcheco-eslovaca no exterior e à criação da Tchecoslováquia em 1918. Depois de 1917, ele se tornou vice-presidente do conselho. Suas habilidades diplomáticas fizeram com que Štefánik pudesse ajudar a organizar uma reunião de Masaryk e Beneš para conhecer e obter o apoio de algumas das personalidades mais importantes da Tríplice Entente. Por exemplo, ele organizou a reunião de Masaryk com o primeiro-ministro francês, Aristide Briand.
Em 1916, Štefánik e a resistência tcheco-eslovaca começaram a organizar as Legiões Tchecoslovacas para lutar contra a Áustria-Hungria e a Alemanha. Para isso, Štefánik, tanto como ministro da Guerra da Tchecoslováquia quanto como general francês, foi para a Rússia em fevereiro de 1917 e depois para os Estados Unidos, enquanto se encontrava com Thomas Garrigue Masaryk em Londres em abril.  Ele também organizou legiões na França e na Itália. Foram em grande parte suas habilidades diplomáticas e contatos pessoais que fizeram a Entente reconhecer o Conselho Nacional da Tchecoslováquia como um governo de fato e as Legiões da Tchecoslováquia como forças aliadas no verão e no outono de 1918.
Em maio de 1918, Štefánik foi à Sibéria para tentar reunir as legiões da Tchecoslováquia para uma renovação da Frente Oriental, já que a Rússia bolchevique havia se retirado da guerra ao assinar o Tratado de Brest-Litovsk com a Alemanha e a Áustria-Hungria em março de 1918. As Legiões da Tchecoslováquia se rebelaram contra uma ordem bolchevique subsequente de se desarmar e assim ganharam o apoio dos Aliados. Štefánik então decidiu que seu plano inicial não era mais viável.

## Independência
Em janeiro de 1919, após o fim da guerra, Štefánik foi da Rússia para a França e Itália, onde organizou a retirada das tropas tchecoslovacas da Sibéria para Paris. Além disso, suas habilidades diplomáticas eram necessárias para resolver divergências entre as missões francesa e italiana na Tchecoslováquia. Em abril, ele foi de Paris a Roma para negociar com o Ministério da Guerra italiano, onde se encontrou com sua noiva, Juliana Benzoni, pela última vez. Em seguida, ele foi para a principal base militar italiana em Pádua, onde concordou com o general Armando Diaz em dissolver a missão militar italiana na Tchecoslováquia.
As fontes não comprovam rumores de divergências surgidas entre Štefánik e Beneš ou Masaryk, principalmente sobre a posição da Eslováquia na Tchecoslováquia. Pelo contrário, telegramas enviados por Štefánik de Vladivostok ao Conselho Nacional da Checoslováquia em Paris em 7 de dezembro de 1918 indicam que Štefánik tinha um bom relacionamento com eles. Para Masaryk, ele escreveu "com meus sentimentos filiais e uma grande felicidade patriótica, eu o saúdo, venerável professor, como o primeiro presidente da República da Tchecoslováquia". Ao Presidente do Conselho, Karel Kramář, ele escreveu: "Obrigado, meu caro presidente, por ter me escolhido como membro do nosso Ministério Nacional. Você e seus outros colaboradores podem ter certeza de minha lealdade e de meus sentimentos fraternos". Para Beneš, ele era ainda mais amigável usando pronomes informais (ele usava pronomes formais para se dirigir a Masaryk e Kramář): "Sr. Beneš, Ministério das Relações Exteriores em Praga: "Eu o abraço carinhosamente, meu fiel e precioso companheiro durante as horas de ansiedade". (O início pode ser traduzido como "Eu te beijo na bochecha".) Os telegramas parecem mostrar que Štefánik deu seu total apoio à união dos tchecos e eslovacos liderada por Masaryk.
Masaryk continuou a conceder a Štefánik sua total confiança até os últimos dias de sua vida, como demonstrado pela questão desafiadora que Štefánik teve que resolver enquanto era Ministro da Guerra da República da Tchecoslováquia: disputas com as missões militares da França e da Itália em território tchecoslovaco, de acordo com seu telegrama a Masaryk em 21 de abril de 1919, apenas alguns dias antes da morte de Štefánik.